# Saint-Loup-sur-Semouse
Saint-Loup-sur-Semouse ist eine Gemeinde im französischen Département Haute-Saône in der Region Bourgogne-Franche-Comté. Sie ist Hauptort des Kantons Saint-Loup-sur-Semouse im Arrondissement Lure.

## Geographie
Saint-Loup-sur-Semouse liegt auf einer Höhe von 244 m über dem Meeresspiegel, 11 km nordwestlich von Luxeuil-les-Bains und etwa 31 km nordnordöstlich der Stadt Vesoul (Luftlinie). Das Dorf erstreckt sich im Norden des Départements, im westlichen Teil der Ebene von Saint-Loup-sur-Semouse, an der Semouse, am Rand der Höhen der Vôge.
Die Fläche des 16,54 km² großen Gemeindegebiets umfasst einen Abschnitt der Ebene von Saint-Loup-sur-Semouse. Von Nordosten nach Südwesten wird das Gebiet von der Alluvialniederung der Semouse durchquert, die für die Entwässerung zur Lanterne sorgt. Die Niederung liegt auf durchschnittlich 245 m und weist eine Breite von bis zu drei Kilometern auf. Im Bereich von Saint-Loup-sur-Semouse nimmt die Semouse von links die Augronne und von Norden den Ruisseau du Chânet auf. Wegen des hohen Grundwasserstandes sind ehemalige Sand- und Kiesgruben mit Wasser gefüllt.
Auf der nördlichen Seite wird die Talebene von Anhöhen flankiert, die teils bewaldet, teils mit Acker- und Wiesland bestanden sind. Im Norden befinden sich die Anhöhen des Bois du Plein Chanoi, im Westen der Mont Amarin (bis 300 m) und der Bois de Laboncourt (293 m). Nach Süden erstreckt sich das Gemeindeareal über die Ebene und die Niederung der parallel zur Semouse verlaufenden Combeauté bis auf die angrenzenden Waldhöhen des Bois du Griselier. Mit 315 m wird hier die höchste Erhebung von Saint-Loup-sur-Semouse erreicht.
In geologisch-tektonischer Hinsicht bestehen die Höhen nördlich der Semouse überwiegend aus Muschelkalk der mittleren Trias. Die Erhebungen südlich der Alluvialebene sind aus einer Wechsellagerung von kalkigen und sandig-mergeligen Sedimenten aufgebaut, die während der Lias (Unterjura) abgelagert wurden.
Zu Saint-Loup-sur-Semouse gehören die Siedlungen Le Chanois (246 m) am südlichen Rand der Talniederung und Augrogne (242 m) im Tal der Semouse. Nachbargemeinden von Saint-Loup-sur-Semouse sind Aillevillers-et-Lyaumont, Fleurey-lès-Saint-Loup und Magnoncourt im Norden, Corbenay und Fontaine-lès-Luxeuil im Osten, Hautevelle, Francalmont und Ainvelle im Süden sowie La Pisseure, Anjeux und Bouligney im Westen.

## Geschichte
Das Gemeindegebiet von Saint-Loup-sur-Semouse war schon in der Spätantike besiedelt. Hier befand sich die Siedlung Grannum. Im Jahr 451 wurde der Ort von den Hunnen überfallen und zerstört. Der heilige Lupus, Bischof von Troyes, setzte sich dem Hunnenkönig Attila entgegen. Ihm zu Ehren wurde die Ortschaft fortan Saint-Loup genannt.
Im Mittelalter entwickelte sich Saint-Loup zu einem Burgflecken. Im Jahr 1276 wurde hier das Hospital Saint-Nicolas gegründet, das bis 1785 existierte. Saint-Loup war lange Zeit zwischen den Herzögen von Burgund und Bar umstritten. 1475 und 1477 wurde es vorübergehend von Truppen unter Karl dem Kühnen eingenommen. Saint-Loup gelangte zunächst nicht zusammen mit der Franche-Comté mit dem Frieden von Nimwegen 1678 an Frankreich. Der französische König Ludwig XIV. annektierte darauf den Ort 1679, was erst mit dem Vertrag von Besançon (1704) abgesegnet wurde.
Bereits während des 18. Jahrhunderts entwickelte sich Saint-Loup-sur-Semouse dank der reichlich vorhandenen Wasserkraft zu einem Industrie- und Gewerbestandort mit Mühlen, Eisen- und Schmiedewerken, Holzverarbeitung, Gerbereien und Textilindustrie. Einen weiteren Aufschwung gab es ab 1860 mit der Gründung einer Stuhlfabrik unter François Lebrun. Damit wurde der Grundstein für die Möbelindustrie gelegt, was dem Ort den Namen Cité du Meuble (Möbelstadt) einbrachte. Mit der Eröffnung der Bahnlinie von Faverney nach Aillevillers wurde Saint-Loup-sur-Semouse in der zweiten Hälfte des 19. Jahrhunderts an das französische Eisenbahnnetz angebunden.
Aus der industriellen Blütezeit von St. Loup ist noch eine Anzahl von Industriebauten vorhanden. Neben denen der dominierenden Möbelindustrie existieren noch die Baulichkeiten eines Eisenwerks aus dem ersten Viertel des 19. Jahrhunderts (Forge de Magnoncourt), das Gebäude der Möbelfabrik Lagrange in der Rue des Jardins, in der einst eine Distillerie, dann eine Sauerkrautkonservenfabrik, dann die Schuhfabrik Louis Mangel arbeitete. Eine weitere Schuhfabrik (Usine Bordes) befand sich in der Avenue Albert Thomas. Sie produzierte 1918 bis zu 1000 Paar Schuhe in der Woche. Zu Beginn der Neunzigerjahre schlossen eine Zwirnspinnerei in der Rue de la Viotte und eine Maschinenstickerei (vormals auch eine Schuhfabrik) in der Rue Ferry Petitjean ihre Pforten.

## Sehenswürdigkeiten

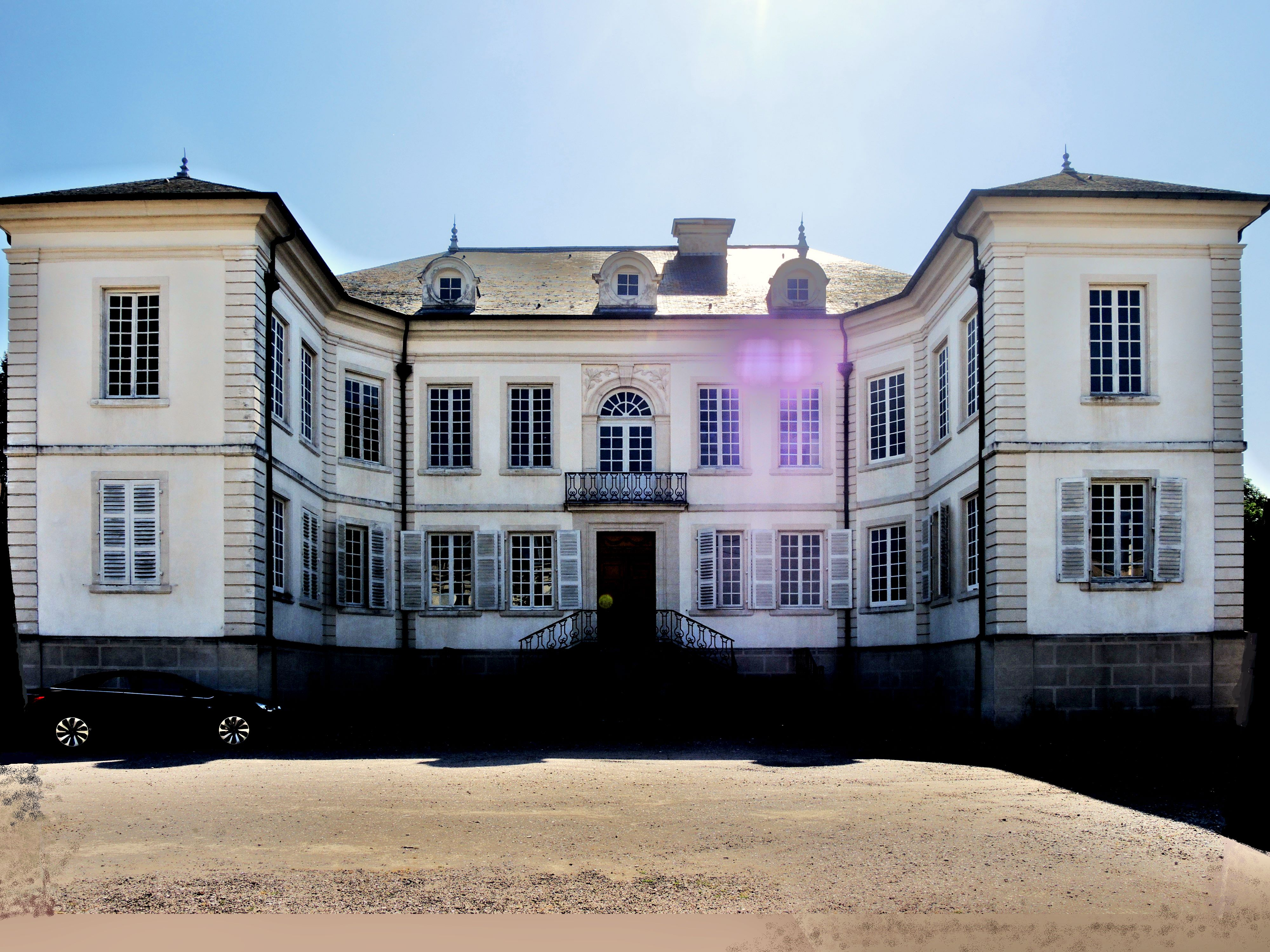
Schloss des Bouly

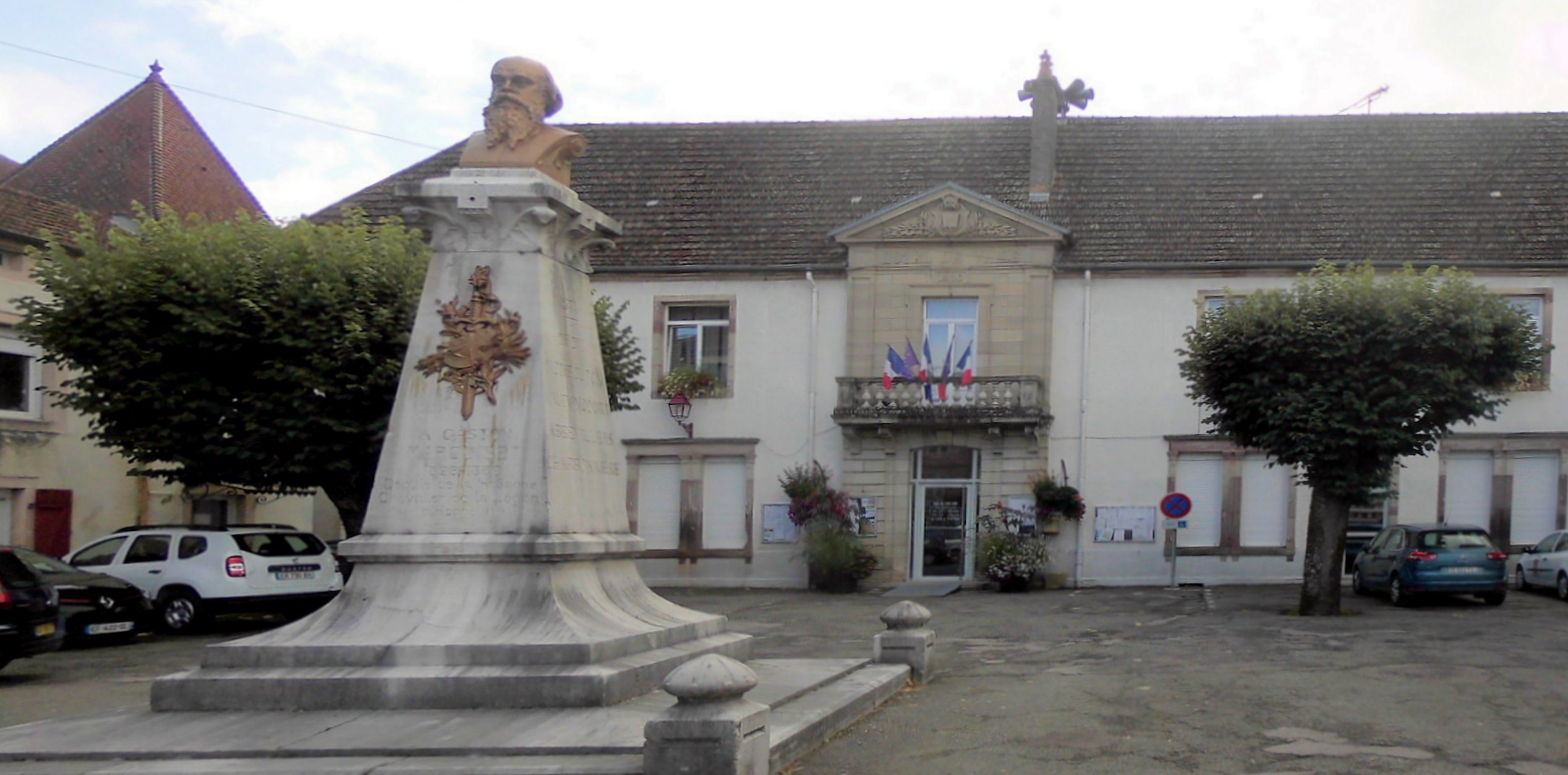
Rathaus und Kriegerdenkmal

- Die Kirche von Saint-Loup-sur-Semouse wurde am 13. Dezember 1789 eingeweiht. Zur bemerkenswerten Ausstattung gehören ein Marmoraltar aus dem 16. Jahrhundert, eine bemalte Madonnenstatue aus dem 14. Jahrhundert sowie Gemälde und weitere Statuen aus dem 17. und 18. Jahrhundert.
- Das Château de Maillard, auch Château des Bouly genannt, wurde 1775 auf Veranlassung vom Eisenwerksbesitzer Jean-Baptiste Bouly errichtet und ist heute als Monument historique klassiert. Über die Semouse führt eine Steinbrücke aus dem 18. Jahrhundert.

## Bevölkerung
Mit 2842 Einwohnern (1. Januar 2022) gehört Saint-Loup-sur-Semouse zu den großen Gemeinden des Département Haute-Saône. Nachdem die Einwohnerzahl in der ersten Hälfte des 20. Jahrhunderts zunächst abgenommen hatte (1901 wurden 3709 Personen gezählt), wurde von 1954 bis 1982 ein kontinuierliches Bevölkerungswachstum verzeichnet. In dieser Zeit hatte sich die Einwohnerzahl fast verdoppelt. Zu Beginn der 1980er Jahre wurde mit etwas mehr als 4900 Einwohnern der bisherige Höchststand erreicht. Wegen der Krisen der Industriezweige, die in Saint-Loup-sur-Semouse ansässig sind, wurde seither ein deutlicher Bevölkerungsrückgang registriert. Der Rückgang seit 1982 betrug rund 25 %.
| Einwohner                  | 2864 | 3468 | 4692 | 4907 | 4677 | 4291 | 3747 |
| Quellen: Cassini und INSEE |      |      |      |      |      |      |      |

## Wirtschaft und Infrastruktur
Saint-Loup-sur-Semouse machte schon früh die Entwicklung zu einem industriell und durch Gewerbe geprägten Standort durch. Größere Industrie- und Gewerbezonen befinden sich am östlichen Ortsrand. Wichtigster Industriezweig ist noch heute die Möbelfabrikation, wobei die Spannweite der Produktion vom Kunsthandwerk bis zum zeitgenössischen Möbelstück reicht. Saint-Loup-sur-Semouse ist Sitz der Groupe Parisot (rund 800 Arbeitsplätze). Zu den weiteren Industriezweigen zählen die Verpackungsindustrie, der Bau von landwirtschaftlichen Maschinen, das Baugewerbe, die Textilindustrie und die Feinmechanik. Daneben besitzt Saint-Loup-sur-Semouse als Regionalzentrum zahlreiche Betriebe des Einzelhandels, einen Supermarkt und Unternehmen der Dienstleistung für den täglichen Bedarf. Es ist Standort eines Collège.
Die Ortschaft ist verkehrstechnisch gut erschlossen. Sie liegt an der alten Hauptstraße, die von Luxeuil-les-Bains nach Bourbonne-les-Bains führt. Durch eine Umfahrungsstraße ist der Ortskern vom Durchgangsverkehr entlastet. Weitere Straßenverbindungen bestehen mit Bains-les-Bains, Corbenay und Conflans-sur-Lanterne.

## Partnerschaft
Saint-Loup-sur-Semouse pflegt eine Partnerschaft mit der Gemeinde Maulburg im deutschen Bundesland Baden-Württemberg.

## Persönlichkeiten
- Armand Petitjean (1884–1969), französischer Geschäftsmann und Parfumeur